# Ibrahim Bek
Ibrahim Bek (in uzbeco Иброҳимбек Чакабаев; Bukhara, 1889 – 31 agosto 1931) è stato un guerrigliero uzbeko.

## Biografia
Nato tra gli uzbechi di Bukhara, divenne comandante della resistenza organizzata contro i sovietici negli anni '20 del Novecento. Conservatore religioso e leale al detronizzato emiro di Bukhara, combatté attivamente contro Enver Pasha in Asia Centrale. Pur essendo un ottimo guerrigliero, Ibrahim utilizava tecniche militari arretrate rispetto a quelle del suo tempo, ormai sorpassate di fronte alla natura politica della guerra civile russa.
Bek ed i suoi Basmachi si scontrarono e vennero sconfitti dall'Armata Rossa nel Turkestan, combattendo contro gli uomini di Mikhail Frunze, nella primavera del 1925. I sovietici ritennero che Bek avesse ricevuto assistenza dai servizi segreti inglesi durante gli scontri.
Bek fu allora costretto a fuggire nell'Afghanistan meridionale, da dove, assieme a Fazail Maksum, guidò diversi raid oltre il confine, nel Tagikistan, e prese parte alla guerra civile afghana (1928-1929). Bek infine venne catturato da alcuni abitanti di un villaggio tagico e consegnato alle autorità sovietiche dell'area, dalle quali venne giustiziato nel 1931. A metà del 1931, gran parte dei Basmachi era stata sconfitta dagli uomini dell'Armata Rossa.